# Massimo Pilotti

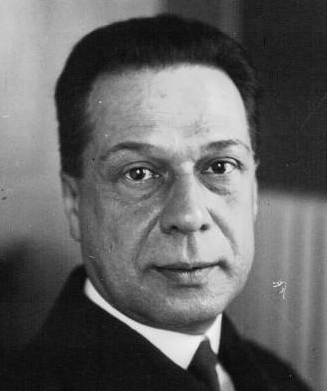
Massimo Pilotti (1927)

Massimo Pilotti (Roma, 1º agosto 1879 – Roma, 29 aprile 1962) è stato un giurista e magistrato italiano, Procuratore generale della Corte suprema di cassazione e successivamente primo presidente della Corte di giustizia delle Comunità europee (poi Corte di giustizia dell'Unione europea).

## Biografia
Di origini piemontesi, nacque a Roma il 1º agosto 1879 da Giuseppe Pilotti e Francesca Gasti.
Dopo essersi laureato in giurisprudenza nel 1900 entrò, per concorso, in magistratura nel 1901. A Roma è stato prima giudice del Tribunale (nel 1913), poi consigliere della Corte d'appello (nel 1923) e infine della Corte di Cassazione (nel 1926).

### Carriera internazionale
Grazie al suo maestro, Vittorio Scialoja, allora Ministro degli Affari esteri del Regno, inaugurò una lunga serie di impegni internazionali divenendo nel 1919 Capo della segreteria del Comitato per il commercio dei sudditi nemici e venendo poi scelto a far parte della Delegazione italiana presso la Conferenza di pace di Parigi. Nel 1920 divenne componente del comitato di redazione della Conferenza degli ambasciatori, partecipando alla Conferenza di Spa e alla Conferenza finanziaria di Bruxelles nello stesso anno. Sempre nel 1920 divenne componente del Consiglio giuridico delle riparazioni di guerra per partecipare poi anche alla Conferenza sulle riparazioni di Londra del 1924. Nel 1925 prese parte alla Conferenza del patto di Locarno per divenire poi presidente della Commissione arbitrale di Coblenza di vigilanza sul Patto renano scaturito dai lavori della stessa conferenza. Nel 1930 e nel 1932 prese parte alle due Conferenze sul disarmo che portarono poi alla stipula del Trattato navale di Londra e sempre nel 1932 fu eletto Presidente del Comitato per la guerra chimica e batteriologica.
Nel 1926, intanto, era stato inserito nella Commissione per il contenzioso diplomatico e l'anno successivo, nel 1927, fu nominato Consigliere giuridico del Ministro degli Affari esteri. Nel 1924, su suggerimento di Antonio Salandra, era stato anche nominato Delegato supplente per l'Italia presso la Società delle Nazioni e nel 1932 fu nominato Sottosegretario generale della stessa col sostegno del Segretario generale James Eric Drummond. L'anno successivo divenne Segretario generale aggiunto della Società delle Nazioni, carica che ricoprì fino all'uscita dell'Italia dall'organizzazione nel 1937 per conseguenze relativa all'invasione italiana dell'Etiopia del 1935.  Proprio nel contesto della guerra etiope Pilotti aveva fatto da guida alla Delegazione italiana impegnata nel patto Hoare-Laval, riuscendo a portarlo a termine. Motivi terzi portarono però al naufragio degli accordi e così nel 1937 l'Italia e Pilotti insieme a lei lasciarono l'organizzazione. Alcuni diplomatici italiani commentarono ch'egli fosse la "colonna portante dell'istituzione" considerando che "nel brain trust della Società delle Nazioni, il cervello che superava di gran lunga gli altri per preparazione, per scintillio, per acutezza; fornito di cultura eccezionale, con uno spiccatissimo senso giuridico, […] l’uomo che tutti i delegati andavano a consultare per averne un parere illuminato".
Nel 1929 aveva tenuto un corso dedicato alle unioni di stati ("Les Unions d’Etats") presso l'Accademia del diritto internazionale dell'Aia, di cui nel 1946 divenne membro del Curatorium, per continuare successivamente a redigere pubblicazioni scientifiche sul diritto e sulle organizzazioni internazionali. Nel 1944 divenne Presidente dell'Istituto internazionale per l'unificazione del diritto privato.
Nel 1930 era stato intanto designato primo presidente della Corte d'appello di Trieste, ma solo nominalmente, come poi sarebbe avvenuto con la sua designazione a presidente della Corte suprema di Lubiana dopo la conquista italiana della Jugoslavia, nel 1940.

### Questione referendaria
Nel 1944 il governo Bonomi lo nominò presidente delle commissioni di epurazione da elementi fascisti del Ministero degli Esteri, del Consiglio di Stato, della Corte dei conti e dell’Avvocatura dello Stato, dai quali dovette però dimettersi pochi mesi dopo per accuse giornalistiche che lo indicavano non solo connivente col passato regime fascista per il ruolo svolto nel conflitto etiope ma anche incline alla riduzione delle sanzioni per gli incriminati. Nel mentre era stato nominato Procuratore generale della Corte suprema di Cassazione, venendo riconfermato alla fine del 1945 anche dal governo Parri col sostegno dell'allora Ministro degli Affari esteri Alcide De Gasperi  e così, nel 1946, si trovò a sovraintendere alle modalità del Referendum istituzionale tra Monarchia e Repubblica.
Quando il 10 giugno il presidente della Corte Giuseppe Pagano enunciò i risultati referendari  (12.718.019 i voti per la Repubblica, 10.709.423 per la Monarchia) dichiarò anche che “La Corte, a norma dell’art.19 del d. lgt. 23 aprile 1946 nr.1219, emetterà in altra adunanza il giudizio definitivo sulle contestazioni, proteste, reclami, presentate agli uffici dalle singole sezioni, a quelle centrali e circoscrizionali e alla Corte stessa concernenti le operazioni relative al referendum: integrerà il risultato con i dati delle sezioni ancora mancanti e indicherà il numero complessivo degli elettori votanti, dei voti nulli e dei voti attribuiti”. La formula dilatoria, che rese poi ambigui i risultati, fu coniata da Pilotti. Egli votò, assieme al presidente Pagano, a favore del ricorso monarchico dell'avvocato Selvaggi sul computo dei voti, ma fu messo in minoranza. Il ricorso, anche se accolto, non avrebbe comunque cambiato l'esito del referendum, dichiarato il giorno 18 giugno.
Pilotti rimase però polemico sulle modalità e le presunte illegalità commesse per assecondare un esito repubblicano del referendum e, nel discorso di inaugurazione dell'anno giudiziario del 1947, rifiutò di rivolgere saluto formale al primo Presidente della Repubblica Enrico De Nicola che gli sedeva davanti, così come anche di citare i risultati del referendum. Provocò così le ire della Corte che si mise con lui d'accordo per allontanarlo tramite nomina a presidente del Tribunale Superiore delle acque pubbliche con apposita elevazione della carica allo stesso grado del titolo di Procuratore generale della Repubblica che già aveva raggiunto. Nel 1949 sarebbe stato comunque nominato Primo Presidente onorario della Corte suprema di Cassazione.
Dopo la parentesi romana spese gli ultimi anni in ambito internazionale, venendo nominato, su proposta di De Gasperi, arbitro italiano per la Corte permanente di arbitrato dell'Aia nel 1949. Infine, dal 1952 al 1958, divenne il primo presidente dell'appena istituita Corte di giustizia delle Comunità europee (poi Corte di giustizia dell'Unione europea) tornando a lavorare con Jean Monnet, Presidente dell'Alta autorità europea, col quale aveva collaborato alla Società delle Nazioni.
Pilotti morì a Roma il 29 aprile 1962.

## Opere (parziale)
- Les Unions d’Etats. Extrait du recueil des cours, Parigi, 1929
- L’amministrazione della giustizia e la riforma costituzionale (Discorso per l’inaugurazione dell’anno giudiziario 1947), Roma, 1947
- Principi integrativi del diritto internazionale positivo, Quaderni dell'Angelicum, Milano, 1949[9]
- Intorno alla giustizia internazionale, in Scritti di diritto internazionale in onore di Tomaso Perassi, Milano, 1957, pp. 213–230
- Le recours des particuliers devant les jurisdictions internationals, in Grundprobleme des internationalen Rechts, Bonn, 1957, pp. 355–362.